# Oxyde de curium(IV)
Pour les articles homonymes, voir Oxyde de curium.
L'oxyde de curium(IV), encore appelé dioxyde de curium, est un composé chimique de formule CmO2. C'est un solide cristallin noir.
On l'obtient par oxydation directe de curium métallique à l'air libre ou sous atmosphère d'oxygène :
Cm + O2 → CmO2
On peut également le former à partir de l'oxyde de curium(III) Cm2O3 sous atmosphère d'oxygène à 650 °C :
2 Cm2O3 + O2 → 4 CmO2.
Au chauffage, le dioxyde de curium commence à libérer de l'oxygène à partir de 380 °C en s'écartant de la stœchiométrie jusqu'à une formule proche de CmO1,95, avant réduction en oxyde de curium(III) Cm2O3 vers 430 °C.